# Фестина Ленте (издавачка кућа)
Фестина Ленте је била српска издавачка кућа са седиштем у Београду. Основана је 2011. године и бавила се преводом и продајом романа и стрипова. Неактивна је од 2015. године.

## Издања
- Невидљива чудовишта
- Бљуц!: орална биографија Бастера Кејсија
- Икигами: Гласник смрти (#1−3)